# Claudio Rivadero
Claudio Alejandro Rivadero (Bell Ville, Córdoba, Argentina; 8 de diciembre de 1970) es un exfutbolista argentino retirado que se desempeñaba en la posición de mediocampista. Fue campeón con el Club Atlético San Lorenzo de Almagro del Torneo Clausura 1995.

## Proyecto Deportivo Colón
En la segunda mitad de 2009, de la mano de los exjugadores, Roberto Monserrat y Claudio Panchito Rivadero, se crea el Deportivo Colón, una suerte de escuelita de fútbol para los chicos de la zona. Con los meses, el crecimiento fue sostenido y los logros en la Liga Regional no se detuvieron. En 2011, precozmente, se clasificaron para el TDI. Formalmente, el club se formó el 15/03/2010. Desde su existencia, sólo faltó a la 5.ª categoría de los torneos de AFA fue en 2013.

## Actualidad
Actualmente colabora en la enseñanza del deporte en las escuelas de fútbol de la Agencia Córdoba Deportes. También lo hace en una villa de Villa Allende, llamada la Polinesia, donde se encarga de transmitir fundamentos.

## Clubes
| Club                    | País      | Año       |
| ----------------------- | --------- | --------- |
| Talleres                | Argentina | 1991-1993 |
| Belgrano                | Argentina | 1993-1994 |
| San Lorenzo             | Argentina | 1994-1999 |
| Gimnasia y Esgrima (J)  | Argentina | 2000      |
| Rangers                 | Chile     | 2000      |
| Deportivo Italchacao    | Venezuela | 2001      |
| Deportivo Táchira       | Venezuela | 2001-2002 |
| San José                | Bolivia   | 2003      |
| Independiente Rivadavia | Argentina | 2003-2004 |
| La Paz FC               | Bolivia   | 2004      |

## Palmarés
| Título           | Club        | País      | Año  |
| ---------------- | ----------- | --------- | ---- |
| Primera División | San Lorenzo | Argentina | 1995 |